# Steve Hendrickson
Steve Hendrickson (30 de agosto de 1966 - Nampa, 8 de janeiro de 2021) foi um jogador profissional de futebol americano estadunidense. Conquistou a temporada de 1989 da National Football League, jogando pelo San Francisco 49ers.
Morreu em 8 de janeiro de 2021, aos 54 anos, em Nampa.